# Groepen in de autosport

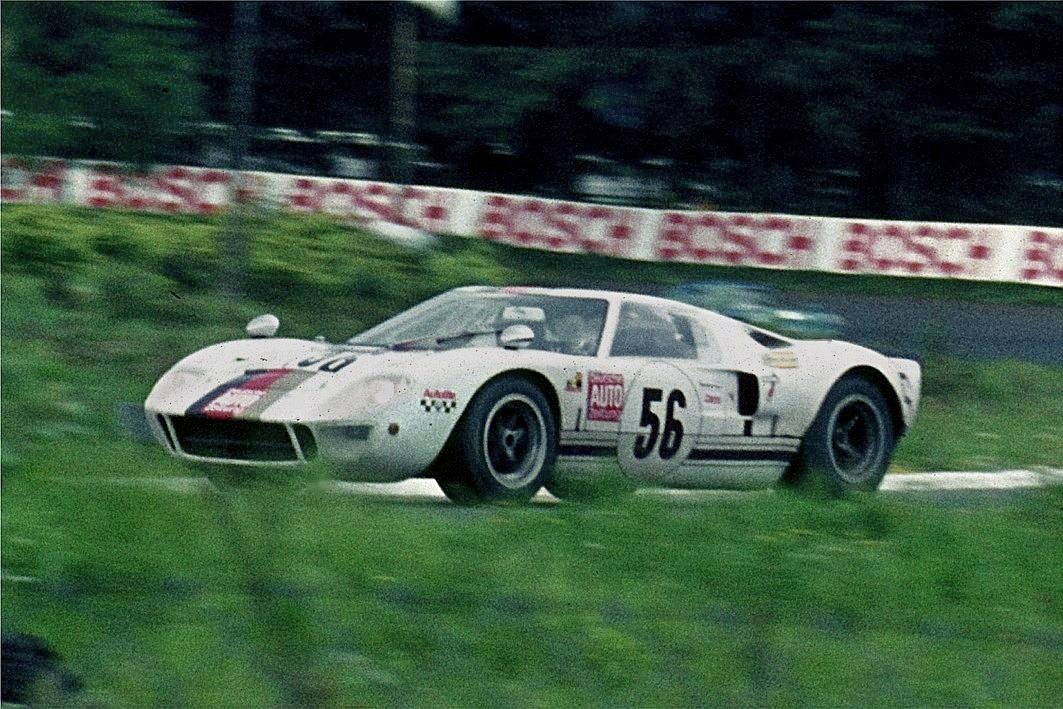
De Ford GT40 participeert in een Groep 4 gecategoriseerde raceklasse in 1969

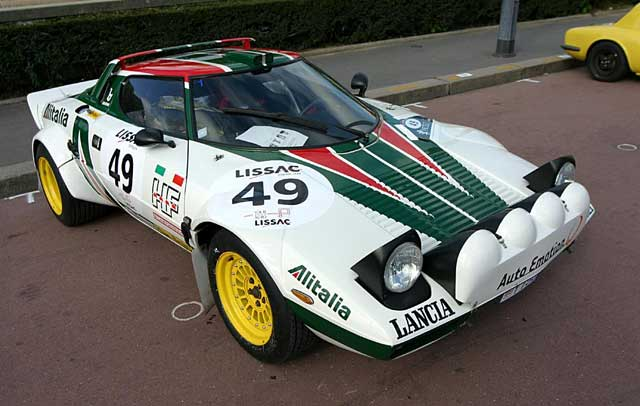
Een van de voornaamste Groep 4 auto uit de rallysport; de Lancia Stratos HF

Groep 1 tot en met 4 refereert aan een pakket van regels die door de overkoepelende automobiel organisatie FIA werd gehanteerd in de autosport. De klassen Groep 1, Groep 2, Groep 3 en Groep 4 kwamen uit in verschillende disciplines, beide op het circuit en in de rallysport. Begin jaren tachtig werden deze klassen vervangen door respectievelijk Groep N, A en B.

## Overzicht
- Groep 1: Serie-productie auto's (ook wel standaard tourwagens) met een minimale productie van 5000 exemplaren per jaar.
- Groep 2: Standaard tourwagens (gemodificeerde Groep 1 auto's) met een minimale productie van 1000 exemplaren per jaar.
- Groep 3: Standaard GT auto's met een minimale productie van 1000 exemplaren per jaar.
- Groep 4: Gemodificeerde GT auto's met een minimale productie van 500 exemplaren per jaar (verlaagd tot 400 in 1976).